# Polytrichum
Polytrichum (Jomfruhår) er en slægt af mosser med omkring 39 arter i verden, hvoraf de fem findes i Danmark. Polytrichum betyder 'med mange hår' (af græsk polys mange og trichos hår) og hentyder, ligesom det danske navn, til sporehusets hårede hætte.
| Danske arter |

- Alm. jomfruhår Polytrichum commune
- Enejomfruhår Polytrichum juniperinum
- Filtstænglet jomfruhår Polytrichum strictum
- Hårspidset jomfruhår Polytrichum piliferum
- Tvedelt jomfruhår Polytrichum swartzii